# Les chansons en or
Les chansons en or — франкоязычный сборник канадской певицы Селин Дион, вышедший в Квебеке, Канада в 1986 году. Это её 12-й франкоязычный альбом и 4-й сборник лучших песен.

## Информация об альбоме
На протяжении предыдущих пяти лет Селин Дион записала 9 альбомов для канадского рынка (5 номерных релизов, 2 рождественских альбома, 1 концертную запись и 1 сборник лучших хитов), а также выпустила 2 сборника во Франции. Альбомы и синглы Дион получали платиновые и золотые сертификации, а самой певице были вручены 11 премий «Феликс» («Félix Awards») и 2 премии музыкального фестиваля «Yamaha». Самое время было подытожить эти достижения.
Диск содержит 10 наиболее успешных хитов Селин Дион, а также 1 новый трек, прежде не выпускавшийся — «Fais ce que tu voudras». Для раскрутки альбома песня была выпущена как сингл и достигла 36-го места в чарте Квебека.
Для этого трека был снят первый франкоязычный видеоклип Селин Дион.
«Les chansons en or» был первым диском Селин Дион, который вышел на CD.
Было продано 150 тыс. экземпляров альбома.

## Список композиций
| №   | Название                          | Автор(ы)                             | Продюсер(ы)              | Длительность |
| --- | --------------------------------- | ------------------------------------ | ------------------------ | ------------ |
| 1.  | «Ce n'était qu'un rêve»           | Тереза Дион Селин Дион Жак Дион      | Рене Анжелил Даниэль Этю | 3:52         |
| 2.  | «La voix du bon Dieu»             | Эдди Марне                           | Марне Анжелил            | 3:22         |
| 3.  | «Tellement j’ai d’amour pour toi» | Марне Юбер Жиро                      | Марне Руди Паскаль       | 3:01         |
| 4.  | «D’amour ou d’amitié»             | Марне Жан-Пьер Ланж Роланд Винсент   | Марне Паскаль            | 4:05         |
| 5.  | «Mon ami m'a quittée»             | Марне Кристиан Луажеро Тьерри Жофруа | Марне Паскаль            | 3:05         |
| 6.  | «Les chemins de ma maison»        | Марне Ален Бернар Патрик Леметр      | Марне Паскаль            | 4:16         |
| 7.  | «Mon rêve de toujours»            | Марне Жан-Пьер Гуссо                 | Марне Паскаль            | 4:23         |
| 8.  | «Mélanie»                         | Марне Диана Джастер                  | Анжелил                  | 3:48         |
| 9.  | «Une colombe»                     | Марсель Лефевр Пол Байяржон          | Байяржон Лефевр Анжелил  | 3:13         |
| 10. | «C'est pour toi»                  | Марне Франсуа Оренн                  | Марне Паскаль            | 4:07         |
| 11. | «Fais ce que tu voudras»          | Марне Рене Гриньон                   | Марне                    | 3:43         |

## Хронология релиза альбома
| Регион | Дата выпуска   | Лейбл | Формат | Каталог   |
| ------ | -------------- | ----- | ------ | --------- |
| Канада | 22 апреля 1986 | TBS   | CD     | TBSCD 507 |
| Канада | 22 апреля 1986 | TBS   | LP     | TBS 507   |
| Канада | 22 апреля 1986 | TBS   | CC     | TBS 4507  |